# Lamborghini Silhouette
Lamborghini Silhouette är en sportbil, tillverkad av den italienska biltillverkaren Lamborghini mellan 1976 och 1977.
Silhouette började som en designövning från Bertone och gick i produktion 1976. Bilen är något mindre än Lamborghini Urraco, som den bygger på. Den är strikt tvåsitsig och har avtagbart targatak. Produktionen uppgick enbart till 52 exemplar, men bilen utvecklades vidare till Lamborghini Jalpa.
Varianter:
| Modell | Motor              | Cylindervolym | Effekt | Bränsle                     |
| ------ | ------------------ | ------------- | ------ | --------------------------- |
| P300   | 8-cyl V-motor dohc | 2966 cm³      | 260 hk | 4 st Weber 40DCNF förgasare |